# Le Faucon déniché
 (janvier 2025).
Si vous disposez d'ouvrages ou d'articles de référence ou si vous connaissez des sites web de qualité traitant du thème abordé ici, merci de compléter l'article en donnant les références utiles à sa vérifiabilité et en les liant à la section « Notes et références ».
Le Faucon déniché est un roman pour la jeunesse écrit par Jean-Côme Noguès, publié en France aux éditions G. P. dans la collection Spirale en 1972 (no 182), puis en 1975. Illustré par Jean Retailleau, le roman est destiné aux enfants de « 8-12 ans ». 
Il a été republié chez de nombreux éditeurs, dont Nathan ou Hachette Jeunesse, rééditions enrichies d'illustrations, de plusieurs artistes. 
La deuxième volet du roman, L’Enfant et la Forêt, paraît en 2011, et le troisième, Le chemin des collines en 2014.

## Quelques rééditions
- Le Livre de poche, illustrations de Chantal Cazin, 1982
- G. P. Rouge et or, ill. de Serge Ceccarelli, 1988
- Nathan, , ill. de Serge Ceccarelli, 1995
- Nathan ill. de Guillaume Renon, 1999 ; et rééd.
- Hachette Jeunesse, ill. de Chantal Cazin, 2001
- Pocket Jeunesse, ill. de Julien Delval, 2003 ; et rééd.
- France Loisirs,  ill. de Jean-François Martin, 2003

## Résumé
L'histoire se déroule au Moyen Âge (XIIIe siècle), dans la région du pays d'Oc, dans un petit village appelé Soupex.
Martin est un jeune manant et serf, fils de Brichot le bûcheron. Toute la journée, il garde les oies ; son rêve est de posséder un faucon pour s'en faire un compagnon et ami. Cependant au Moyen Âge, les faucons sont des oiseaux réservés aux seigneurs et il est interdit à quiconque d'autre d'en posséder un.
Un jour l'enfant déniche un jeune faucon, le cache et avec patience et tendresse l'apprivoise peu à peu : « Personne jamais ne nous séparera. Personne ! », murmure-t-il à son nouvel ami. 
Cependant, Martin est surpris par le fauconnier du château qui le soupçonne de braconnage. Avant d'être arrêté, Martin arrache trois plumes à l'oiseau pour qu'il ne puisse plus voler. Martin est jeté en prison, sans pitié pour son jeune âge, on lui confisque le faucon. La cellule dans laquelle il se retrouve enfermé est froide, sale, humide et infestée de rats.
De sa geôle, Martin peut chaque matin voir le fauconnier dresser son faucon à la chasse afin d'en faire un oiseau de proie féroce, le plus avide et le plus cruel de la fauconnerie. L'affaitage se déroule inexorablement et le faucon devient un tueur adroit bientôt bon pour les chasses du seigneur. Martin en est désespéré.
Un jour, le château de Soupex est attaqué sans que les gardes réagissent ; Martin parvient à sauter du haut de la fenêtre de sa cellule, court sur les remparts et se précipite pour sonner le tocsin. Grâce à lui, le château se défend, et Martin en profite pour s'échapper.
Il rentre chez lui où il voit sa mère qui était très inquiète de ne plus le voir. Peu après des gardes du seigneur viennent chez Martin, sa mère ouvre tout en suggérant à son fils de se cacher. Les gardes demandent où se trouve Martin ; elle leur répond qu'il est parti dans la forêt.
Martin se cache dans un monastère où le droit d'asile le protège contre tout ennemi. Mais peu de temps après, le seigneur Guilhem Arnal de Soupex organise une chasse pour ses invités ; Martin se place sur le parcours dans l'espoir que son faucon ne l'aura pas oublié, le reconnaîtra et lui reviendra.
Martin se jette sur son faucon dès qu'il le peut et le seigneur, découvrant que cet enfant est celui grâce à qui le château a pu être défendu et sauvé, veut le récompenser. Guilhem Arnal lui annonce que ce qu'il veut, il l'aura. À la demande du garçon, il lui offre le faucon. Et le fauconnier lui donne son gant.
Martin est heureux. Cependant, il se rend vite compte que son oiseau n'est plus l'oiseau docile qu'il avait apprivoisé et qui était son ami ; c'est à présent un chasseur parfaitement dressé à tuer. La mort dans l'âme, Martin rend alors la liberté à ce rapace qu'il ne peut plus garder. Au moment où il le relâche et où le faucon s'élance dans l'air, l'oiseau est soudain frappé à la tête par un caillou lancé adroitement par un braconnier qui souffrait de la faim et qui ramasse l'oiseau. Abasourdi, Martin s'effondre dans l'herbe et pleure : le seul souvenir de son faucon est le grelot doré avec une des plumes du faucon qui avait été attachée à l'oiseau.